# Rio Ligeiro (Ivaí)
Der Rio Ligeiro ist ein etwa 92 km langer linker Nebenfluss des Rio Ivaí im Norden des brasilianischen Bundesstaats Paraná.

## Geografie

### Lage
Das Einzugsgebiet des Rio Ligeiro befindet sich auf dem Terceiro Planalto Paranaense (Dritte oder Guarapuava-Hochebene von Paraná).

### Verlauf
Sein Quellgebiet liegt im Munizip Araruna auf 587 m Meereshöhe etwa 3 km südlich der BR-487 (Estrada Boiadeira).
Der Fluss verläuft in nördlicher Richtung. Nach etwa 50 km bildet er unterhalb der Brücke der PR-082 die touristisch bemerkenswerte Cachoeira do Rio Ligeiro. Ab der Querung der BR-487 bildet er die Grenze zwischen den Munizipien Cianorte und Araruna. Im Norden von Jussara wendet ere sich für die   letzten etwa zehn Kilometer seines Laufs nach Osten.   
Er fließt zwischen den Munizipien Jussara und São Tomé von links in den Rio Ivaí. Er mündet auf 258 m Höhe. Er ist etwa 92 km lang.
Er entwässert ein Einzugsgebiet von etwa 775 km² im Gebiet südlich und östlich von Cianorte.

### Munizipien im Einzugsgebiet
Am Rio Ligeiro liegen die vier Munizpien Araruna, Cianorte, Jussara und São Tomé.